# 松岡禎丞
松岡禎丞（日语：／ Matsuoka Yoshitsugu，1986年9月17日—）是一名日本男性聲優，北海道出身，目前隸屬於I'm Enterprise事務所。

## 來歷
松岡禎丞出生於北海道十勝綜合振興局帶廣市，小學二年級搬家到附近的池田町。因為家附近地廣人稀，當時網路也不發達，松岡童年有空會和朋友一起在郊外探險、抓獨角仙之類充滿自然感的生活。除此之外，松岡小學時期已經有訂閱汽車雜誌，同時受《頭文字D》等動畫熏陶，直到高中三年生之前仍然立志要成為汽車檢修員。然而他在15歲的時候，於朋友推薦下觀看了動畫《新世紀福音戰士》，並被動畫中為渚薰配音的石田彰之演技所震驚，自此對聲優這個職業產生了興趣。松岡高中時本來在修讀汽車修理相關的科系，但到高中三年級時希望挑戰一下人生，於是在自學一番後進了北海道的聲優學校體驗一段時間。松岡後來被告知「不去東京的話很難成為專業聲優」，於是決意上京，高中畢業後透過新聞獎學生制度加入了日本播音演技研究所。父親最初反對松岡上京，但最後在「22歲前不能當上聲優就要放棄」和「不會給你任何援助」的兩個條件下讓步。在上京初期，松岡因為沒有錢的關係而需要過著半工讀的宿舍生活，直到2009年才通過甄選加入I'm Enterprise事務所，當時剛好是22歲。同年，正式以《東之伊甸》「AKX20000」一役出道。
2010年9月18日，松岡被提拔參與偶像模擬遊戲《偶像大師2》的配音，擔當御手洗翔太一役。翌年，松岡在電視動畫《神的記事本》中為男主角藤島鳴海配音，這是他第一次擔任重要角色。松岡在2011年的出演作品數量大幅上升至17個，而他也憑著《神的記事本》藤島鳴海一役在2012年第六屆聲優獎獲得了新人獎。
2012年，松岡開始出演較多重要角色，如《櫻花莊的寵物女孩》的男主角神田空太和《Campione 弒神者！》主角草薙護堂等。松岡同年獲選中為輕小說《刀劍神域》電視動畫版主角桐人配音的機會。自《刀劍神域》播出後，松岡人氣急速上升，這次出演被視為是他的事業一大突破。
在此之後，松岡不斷接演多個重要角色。例如在2014年，松岡就擔任了《NO GAME NO LIFE 遊戲人生》、《漫畫家與助手》、《電器街的漫畫店》和《狼少女和黑王子》等等的6部電視動畫主角配音，數量之多使他登上「男性聲優主角數量排行榜」第二位，僅次於連續兩年穩佔榜首的逢坂良太。松岡在同年與茅野愛衣一同主持的廣播節目《NO RADIO NO LIFE 玩家兄妹似乎要搞廣播》也獲得了「年度最優秀廣播節目大獎」和「復活希望廣播節目獎」。
2015年，松岡繼續獲得了相當高的曝光率，相繼接演《不起眼女主角培育法》、《絕對雙刃》、《在地下城尋求邂逅是否搞錯了什麼》、《空戰魔導士培訓生的教官》和《食戟之靈》等電視動畫的男主角，被媒體評為「天生主角命」。
2019年6月3日，松冈以手機遊戲《在地下城尋求邂逅是否搞錯了什麼～記憶憧憬～》获得“由一位声优为手游配音的台词数达到世界第一”的吉尼斯世界纪录。

## 人物
松岡是家中的長子，有一個弟弟和兩個妹妹，喜歡的顏色是藍色，喜歡汽車，曾經在新聞獎制度下做過送報紙的工作，並考取50cc級別的摩托車駕照，但當上聲優後就沒有為駕照續期。松岡最愛的食物是自己也會做的漢堡排，最尊敬的前輩是松風雅也。松岡的聲線獲評為「很有透明感，可以表現出少年的可愛和憂鬱，也可以表現得像大人」。
性格方面，松岡為人較為害羞，上電視節目時視線會迴避鏡頭，在媒體活動上的言行舉止有時候相當笨拙，被形容為「天然呆」、「有社交障礙」及「恐女症」，故在節目上常被玩弄。在Niconico動畫網站上，一些網民會搜集松岡作出引人注目行為的影片，例如在節目中被其他女性聲優欺負、謊話被茅野愛衣輕易識穿和因為發言太過認真直接而令友好的聲優們受傷害等的片段，並將其配上《機動戰士GUNDAM UC》的背景音樂《UNICORN》，稱之為「松岡禎丞UC系列」（松岡禎丞UCシリーズ），系列影片數量超過40段，為他帶來了不少人氣。
不過也因為這種性格的關係，松岡在說話時相當謹慎，經常在深思熟慮後才開口說話。例如他在2011年接受《偶像大師2》專訪時，松岡就頻頻在發言期間停頓，這個舉動被記者記錄了下來，並在後來發佈的訪問稿中多次加上「（沉默）」兩字。松岡在公事上也非常認真，如在《刀劍神域》第二季中出現的偽娘角色「桐子」原本有可能由其他女性聲優配音，但替桐人配音的松岡早為此準備了四把聲線，並獲原作者川原礫讚賞，稱其中一種聲線「實在太像可愛的女孩子」，能夠「以假亂真」，最後讓他兼任了這個角色的配音工作。松岡的性格除了受到一些喜歡吐槽的聲優歡迎以外，也獲得了頗多男性觀眾的好感，例子包括獲得了由男性觀眾投票的「聲優人氣榜2015」第一名。
松岡另一為人所熟悉的性格特點是他的「異性恐懼症」。他曾在多個電台節目上坦承表示自己「不擅長應付女性」，在Twitter上也發表過類似言論，但由於他經常參演後宮型作品，因此往往需要在媒體活動中面對眾多女性聲優，這對他可說是一種「折磨」。例如一次松岡與3名女性聲優一同參與《在地下城尋求邂逅是否搞錯了什麼》的特別活動時就曾作出「難以忍受兩旁都有女性，快要死了」的發言，與他一同出席過活動的日高里菜更指曾在見面時聽到他低聲地發出「我要加油、我要冷靜下來」（頑張れ俺、落ち着け俺）等的自言自語。
雖然松岡在社交上並不拿手，但他也跟島崎信長和石川界人等曾經一同演出過數部作品的男性聲優頗為友好，不時一同出外吃飯。

## 出演作品
- 粗體字為主要角色

### 電視動畫
2009年
- 東之伊甸（AKX20000）

2010年
- 無法掙脫的背叛（男性A）
- 野狼大神（犬塚、親衛隊C、棒球部、學生A）
- 我的妹妹哪有這麼可愛！（真壁楓、男學生）
- 交響情人夢 最終篇（小提琴3）
- Battle Spirits Brave（魔法使魯卡因、操作員1、男）
- 嬌蠻貓娘大橫行（學生3）
- 金属对决 战斗陀螺（玩家A）

2011年
- THE IDOLM@STER（御手洗翔太）
- 我們仍未知道那天所看見的花的名字。（男學生、男子A、學生、電視聲音）
- 神的記事本（藤島鳴海）
- 灼眼的夏娜Ⅲ（法蘭西斯·奧力克）
- 寶石寵物 Twinkle☆（阿爾法）
- Sacred Seven（藤村）
- 聖痕鍊金士II（雷歐·馬克斯·繆拉）
- 迷糊軟網社（徒弟B）
- 花開物語（櫻井霧人、男學生A）
- 緋彈的亞莉亞（男學生A）
- 便·當（狼F、男學生）
- 放浪男孩（瀨谷理久）
- 小舞的魔法與家庭日（日语：マイの魔法と家庭の日）（立海光）
- 魔乳秘劍帖（年輕胸幸）
- 魔法少女小圓（中澤）
- 食梦者玛莉（領袖猫、學生A）
- 蘿球社！（上原一成）

2012年
- JOJO的奇妙冒險 （少年A）
- Campione 弒神者！（草薙護堂）
- 機動戰士GUNDAM AGE（不良、男學生）
- 女王之刃 叛亂（泰勒）
- SKET DANCE（真司（印象））
- 刀劍神域（桐人／桐谷和人）
- 偵探歌劇 少女福爾摩斯 ~第二幕~（安部）
- 魔法小惡魔（日语：ちび☆デビ!） （高山樹）
- 決鬥大師 勝利V（日语：決鬥大師）（承太郎）
- 惡魔高校D×D（弗利德·瑟然）
- BLACK★ROCK SHOOTER（滑地拓）
- 猛烈宇宙海賊（三代目）
- 輪迴的拉格朗日（亞雷）
- TARI TARI（宮本誠）
- 櫻花莊的寵物女孩（神田空太）
- 超速變形螺旋傑特（速水俊介）
- 出包王女DARKNESS（男學生〈中島〉）

2013年
- 我女友與青梅竹馬的慘烈修羅場（觀眾B）
- 革神語（諽）
- 我的妹妹哪有這麼可愛。（真壁楓、御宅族C）
- 翠星上的加爾岡緹亞（艦隊通信）
- 科學超電磁砲S（不良）
- 戀愛研究所（池澤雅臣）
- 蘿球社！SS（上原一成）
- 幻想玩偶（吉良一成）
- 惡魔高校D×D NEW（弗利德·瑟然、回想：被驗者、被驗者之魂A、被驗者之魂B）
- 女高網球部 第二季（棒球社）
- 魔界王子 devils and realist（西迪）
- 魔奇少年 The Kingdom of Magi（緹特斯·阿勒奇烏斯）
- 靈裝戰士（黑曜伊砂）
- 來自風平浪靜的明天（狹山旬）
- 鑽石王牌（金丸信二）
- 飆速宅男（青八木一）

2014年
- BUDDY COMPLEX（渡瀨青葉）
- 愚者信長（麥哲倫）
- 噬血狂襲（吉拉·雷別戴夫·瓦爾迪茲拉瓦）
- Blade & Soul（修）
- 魔法科高中的劣等生（一条將輝）
- 漫畫家與助手（愛徒勇氣）
- NO GAME NO LIFE 遊戲人生（空）
- M3〜其為黑鋼〜（鷺沼赤司）
- 刀劍神域Ⅱ（桐人／桐谷和人）
- 斬！赤紅之瞳（拉伯克）
- 閃爍的青春（菊池冬馬）
- 精靈使的劍舞（吉歐·因札奇）
- 電器街的漫畫店（監督）
- 狼少女和黑王子（神谷望[40]）
- 飆速宅男 GRANDE ROAD（青八木一）
- TRINITY SEVEN（春日新）
- SHIROBAKO（落合達也）
- 怪盜Joker (不死鳥)

2015年
- 鑽石王牌 –SECOND SEASON–（金丸信二）
- 絕對雙刃（九重透流）
- 美男高校地球防衛部LOVE！（古見翔）
- 不起眼女主角培育法（安藝倫也）
- 銃皇無盡的法夫納（物部悠）
- 在地下城尋求邂逅是否搞錯了什麼（貝爾·克朗尼）
- 食戟之靈（幸平創真）
- 惡魔高校D×D BorN（弗利德·瑟然）
- 御神樂學園組曲（畢咪）
- 青春×機關槍（雪村透）
- 迷糊餐廳 第三季（泉的責任編輯）
- 出包王女DARKNESS 2nd（中島）
- 空戰魔導士培訓生的教官（彼方·英司）
- 枕男子（舞木優）
- Fate/kaleid liner 魔法少女☆伊莉雅 2wei Herz!（嶽間澤黎一）
- 青年黑傑克（田村）
- 落第騎士英雄譚（桐原靜矢）
- 高校星歌劇（卯川晶）
- 青春×機關槍 特別篇「這是野獸們的戰場！」（雪村透）

2016年
- 疾走王子Alternative（鴨田慶、蜂屋鐵）
- 百無禁忌！女高中生私房話（宅男）
- 幸運邏輯（奧爾加·布萊克柴爾德）
- 虹色時光（羽柴夏樹）
- Dimension W －第四次元－（蟋蟀）
- 最弱無敗神裝機龍（那魯夫宰相）
- Re:從零開始的異世界生活（貝特魯吉烏斯·羅曼尼康帝）
- 聖戰刻耳柏洛斯 龍刻的災禍（錫洛）
- SUPER LOVERS（海棠亞樹）
- 境界之輪迴 第2期（朧）
- 食戟之靈 貳之皿（幸平創真）
- DAYS（風間陣）
- 吸血鬼僕人（貝爾基亞）
- 美男高校地球防衛部LOVE！LOVE！（熊野九呂四郎）
- 齊木楠雄的災難（傲慢的貓／安普、戀太郎）
- 路人超能100（花澤輝氣、德川）
- 輕拍翻轉小魔女（OO-303）
- 我太受歡迎了，該怎麼辦？（四之宮隼人）
- 少女編號（松岡重三）
- 雙星之陰陽師（千千石、百道[41]）

2017年
- ALL OUT!!（御門翔）
- élDLIVE宇宙警探（少年／Dr.拉烏）
- 飆速宅男 NEW GENERATION（青八木一）
- CHAOS;CHILD（宮代拓留）
- SUPER LOVERS 2（海棠亞樹）
- 高校星歌劇 第2期（卯川晶）
- 情色漫畫老師（和泉正宗、桐人）
- 不起眼女主角培育法♭（安藝倫也）
- 在地下城尋求邂逅是否搞錯了什麼 外傳 劍姬神聖譚（貝爾·克朗尼）
- 騎士&魔法（歐法·布羅姆達爾）
- 異世界食堂（洛克）
- 獨占我的英雄（大柴健介）
- 食戟之靈 餐之皿（幸平創真）
- 國王遊戲 The Animation（阿部利幸）
- 偶像大師 SideM（御手洗翔太）

2018年
- gdmen（萊特）
- 飆速宅男 GLORY LINE（青八木一）
- 皇帝聖印戰記（莫雷諾·多爾忒斯）
- 博多豚骨拉麵團（大和）
- 比宇宙更遠的地方（財前敏夫）
- 齊木楠雄的災難 第2期（安普）
- 霸穹 封神演義（孫天君）
- 三麗鷗男子（雨谷昴）
- GUNDAM創鬥者 潛網大戰（道治 | 多吉 | ドージ）
- ALICE OR ALICE～妹控哥哥與雙胞胎妹妹～（兄）
- 我的英雄學院 第3期（泡瀨洋雪）
- DEVILSLINE 惡魔戰線（安齋結貴）
- 美男高校地球防衛部HAPPY KISS！（白骨瑪莎）
- Free!-Dive to the Future-（石動靜流[42]）
- 高分少女（マーくん）
- 軒轅劍·蒼之曜（蒲釗[43]）
- BAKUMATSU（岡田以藏[44]）
- 刀劍神域 Alicization（桐人／桐谷和人）
- 哥布林殺手（長槍手）
- 偶像大師 SideM 有理由Mini！（御手洗翔太）
- 只要別西卜大小姐喜歡就好（亞斯塔洛特[45]）
- 黃金神威 第2期（宇佐美）
- 艾梅洛閣下II世事件簿 -魔眼蒐集列車 Grace note-（費拉特·厄斯克德司）

2019年
- 笑容的代價（約書亞·英格拉姆）
- 路人超能100 II（花澤輝氣、德川）
- 盾之勇者成名錄（天木鍊[46]）
- 五等分的新娘（上杉風太郎[47]）
- 鑽石王牌 actII（金丸信二）
- BAKUMATSU CRISIS（岡田以藏）
- 南無阿彌陀佛!-蓮台 UTENA-（藥師如來）
- 消滅都市（慶明）
- 鬼滅之刃（嘴平伊之助[48]）
- 高校星歌劇 第2期（卯川晶）
- 在地下城尋求邂逅是否搞錯了什麼II（貝爾·克朗尼）
- 女高中生的虛度日常（高橋）
- 警視廳 特務部 特殊兇惡犯對策室 第七課 -特7-（謎之男／三潴路卡）
- 星合之空（雨野樹）
- 食戟之靈 神之皿（幸平創真）
- 炎炎消防隊（約拿[49]）
- 刀劍神域 Alicization War of Underworld（桐人／桐谷和人）
- 高分少女II（マーくん）
- 浦島坂田船的日常（古文老師）

2020年
- 達爾文遊戲（王）
- 奇幻☆怪盜？（不知火真、鳥）
- 〈Infinite Dendrogram〉-無盡連鎖-（Mr.富蘭克林[50]）
- 異世界四重奏2（貝特魯吉烏斯）
- 我的英雄學院 第4期（泡瀨洋雪）
- 轉生成女性向遊戲只有毀滅END的壞人大小姐（尼可·阿斯喀特）
- 食戟之靈 豪之皿 （幸平創真）
- 富豪刑事 Balance:UNLIMITED（三田彰）
- 籃球少年王（不破豹）
- 弩級戰隊HXEROS（炎城烈人）
- 刀劍神域 Alicization War of Underworld -THE LAST SEASON-（桐人／桐谷和人、星王桐人）
- 游戏王SEVENS（西園寺尼爾）
- 炎炎消防隊 貳之章（約拿）
- 在地下城尋求邂逅是否搞錯了什麼III（貝爾·克朗尼）
- 黃金神威 第3期（宇佐美上等兵）
- 在魔王城說晚安（魔王塔索加雷[51]）
- 小松先生 第3期（新一松）

2021年
- 偶像★進行曲（折原輝）
- 五等分的新娘∬（上杉風太郎）
- Re：從零開始的異世界生活 2nd season（貝特魯吉烏斯·羅曼尼康帝／修斯）
- 咒術迴戰（究極機械丸）
- 怪病醫拉姆尼（豐後達也）
- 工作細胞!!（惡玉菌1）
- SK8 the Infinity（暦的朋友）
- 我的英雄學院 第5期（泡瀨洋雪）
- 青梅竹馬絕對不會輸的戀愛喜劇（丸末晴、左官、漣）
- 如果究極進化的完全沉浸RPG比現實還更像垃圾遊戲的話（神居宗一郎）
- 東京復仇者（三谷隆）
- 轉生成女性向遊戲只有毀滅END的壞人大小姐X（尼可·阿斯喀特）
- 偵探已經，死了。（蝙蝠）
- 精靈幻想記（利歐／天川春人[52]）
- D_CIDE TRAUMEREI THE ANIMATION（村瀨良判）
- 暗黑企業的迷宮（迷宮螞蟻A／將軍蟻）
- RE-MAIN（石川則道）
- 魔法科高中的優等生（一条將輝）
- 寶可夢 旅途（奇巴納）[註 2]
- 鬼滅之刃 無限列車篇（嘴平伊之助）
- 吸血鬼馬上死（半田桃）
- 鬼滅之刃 遊郭篇（嘴平伊之助）
- 艾梅洛閣下II世事件簿 -魔眼蒐集列車 Grace note- 特別篇（費拉特·厄斯克德司）

2022年
- 佐佐木與宮野（平野大河）
- 失格紋的最強賢者（吉亞斯）
- 盾之勇者成名錄 Season 2（天木鍊）
- 相合之物（雪平巴）
- 作為女主角！～被討厭的女主角與秘密的工作～（山本幸大[53]）
- 杜鵑婚約（遊馬紫苑[54]）
- OVERLORD IV（菲利浦·迪東·利爾·莫查拉斯[55]）
- 在地下城尋求邂逅是否搞錯了什麼IV（貝爾·克朗尼）
- Lycoris Recoil 莉可麗絲（真島）
- 小邪神飛踢X（清水宏保）
- 惑星公主蜥蜴騎士（風卷豹）
- 飆速宅男 LIMIT BREAK（青八木一）
- BLUE LOCK 藍色監獄（雷市陣吾）
- 路人超能100 III（花澤輝氣、德川）
- 黃金神威 第4期（宇佐美上等兵）
- 我想成為影之強者！（尤洛·加里[56]）
- 遊戲王GO RUSH（The☆天理）
- BLEACH 千年血戰篇（艾斯·諾特）

2023年
- 小智是女孩啦！（田邊達巳[57]）
- TRIGUN STAMPEDE（威席·史坦畢特[58]）
- 吸血鬼馬上死2（半田桃）
- 吉伊卡哇（拉麵盔甲人）
- 東京復仇者 聖夜決戰篇（三谷隆）
- 萬事屋齋藤先生轉生異世界（凱因茲）
- 最強陰陽師的異世界轉生記（凱爾[59]）
- 淪落者之夜（希托利[60]）
- 小小哥吉拉的逆襲（小小機械哥吉拉[61]）
- 在異世界獲得超強能力的我，在現實世界照樣無敵～等級提升改變人生命運～（天上優夜[62]）
- 鬼滅之刃 刀匠村篇（嘴平伊之助[63]）
- 異世界一擊殺姊姊 ～姊姊同伴的異世界生活開始了～（マルヴェイカンス）
- Fate/strange Fake -Whisper of Dawn-（費拉特·厄斯克德司[64]）
- Lv1魔王與獨居廢勇者（弗雷德[65]）
- 勇者赫魯庫（阿茲度勒[66]）
- 咒術迴戰 懷玉·玉折 / 澀谷事變（究極機械丸〈與幸吉〉、迷你機械丸）
- 五等分的新娘∽（上杉風太郎[67]）
- 妖幻三重奏（日喰想介）
- 公司的小小前輩（喵太郎）
- 東京復仇者 天竺篇（三谷隆）
- 我想成為影之強者！ 2nd season（尤洛·加里）
- 哥布林殺手II（長槍手）
- 豬肝記得煮熟再吃（豬[68]）
- 隊長小翼Season2 青少年篇（胡安·迪亞斯[69]）
- 黑暗集會（老舊F隧道的靈）
- 堤亞穆帝國物語～從斷頭台開始，公主重生後的逆轉人生～（阿貝爾·雷姆諾[70]）
- 我們的雨色協議（內嶋睦生[71]）
- 盾之勇者成名錄 Season 3（天木鍊[72]）
- 『催眠麥克風 -Division Rap Battle-』Rhyme Anima +（愛太）
- 屍體如山的死亡遊戲（虛銃座）
- 鴨乃橋論的禁忌推理（米洛·莫里亞蒂[73]）

2024年
- HIGH CARD 至高之牌（澤農[74]）
- 北海道辣妹金古錐（松尾隆弓[75]）
- 通靈王FLOWERS（鴨川羊介[76]）
- 月光下的異世界之旅 第二幕（魯特[77]）
- 夜櫻家大作戰（夜櫻嫌五、歌利亞[78]）
- 鬼滅之刃 柱訓練篇（嘴平伊之助[79]）
- 黃昏光影（土屋真央[80]）
- 異世界失格（小太郎[81]）
- 戰國妖狐 千魔混沌篇（姆特[82]）
- 關於我轉生變成史萊姆這檔事 第3期（本城正幸[83]）
- 這個世界漏洞百出（アルバ[84]）
- 在地下城尋求邂逅是否搞錯了什麼V（貝爾·克朗尼[85]）
- BLUE LOCK 藍色監獄 VS. U-20 JAPAN（雷市陣吾[86]）
- 鴨乃橋論的禁忌推理 2nd Season（米洛·莫里亞蒂[87]）
- 精靈幻想記2（利歐[88]）
- 刀劍神域外傳 Gun Gale Online II（桐人）
- 五等分的新娘＊（上杉風太郎[89]）
- Fate/strange Fake（年末特別篇）（費拉特·厄斯克德司[90]）

2025年
- 凍牌（羽鳥）
- 我獨自升級 Season 2 -Arise from the Shadow-（熊本篤志）
- MIRU 我的未來（桑德斯[91]）
- 神統記（オルハ[92]）
- 炎炎消防隊 參之章（約拿[93]）
- #空帕斯2.0：陣地攻防戰（亞當[94]）
- WITCH WATCH 魔女守護者（清宮天流[95]）
- 盾之勇者成名錄 Season 4（天木鍊[96]）
- GACHIAKUTA（贊卡[97]）
- 轉生成自動販賣機的我今天也在迷宮徘徊 2nd season（赫維[98]）
- 明天，美食廣場見。（瀧澤[99]）
- Fate/strange Fake（費拉特·厄斯克德司[100]）

2026年
- 判處勇者刑 懲罰勇者9004隊刑務紀錄（達也[101]）
- TRIGUN STARGAZE（威席·史坦畢特[102]）
- 東京復仇者 三天戰爭篇（三谷隆[103]）

### OVA
2012年
- 間之楔 第2期（寵物F）
- 名偵探♥解謎公主（梅崎仁）
- 堀與宮村（宮村伊澄）
- 輪迴的拉格朗日 鴨川的日子（亞雷）

2013年
- 最遊記外傳 特別篇 香花之章（熊哲）
- 刀劍神域 Extra Edition（桐人／桐谷和人）

2014年
- 堀與宮村（宮村伊澄、喵村）
- 翼與螢火蟲（飛鷹顯）
- 眷戀你的溫柔（月島）
- 閃爍的青春（菊池冬馬）
- buddy complex (渡瀨青葉）

2015年
- 堀與宮村（宮村伊澄）

2016年
- 食戟之靈「巧的下町合戰」（幸平創真）
- 食戟之靈「暑假的繪里奈」（幸平創真）
- 高校星歌劇 第1期 OVA1（卯川晶）[104]
- 高校星歌劇 第1期 OVA2（卯川晶）[104]
- 虹色時光「虹色日和」（羽柴夏樹）[105]
- 在地下城尋求邂逅是否搞錯了什麼（貝爾·克朗尼）

2017年
- Re:從零開始的異世界生活 Memory Snow(怠惰)
- SUPER LOVERS OAD1（海棠亞樹）
- 食戟之靈 貳之皿「秋月的邂逅」（幸平創真）
- 食戟之靈 貳之皿「仲間亮版食戟之靈〜浮世太噁了〜」（幸平創真）
- 食戟之靈 貳之皿「遠月十傑」（幸平創真）
- SUPER LOVERS OAD2（海棠亞樹）

2018年
- 高校星歌劇 in 萬聖節 OVA3（卯川晶）[106]

2019年
- 情色漫畫老師（和泉正宗）
- 路人超能100 第一回靈能相談所員工旅遊～填滿內心的療癒之旅～（花澤輝氣）

2020年
- 鬼滅之刃 那田蜘蛛山篇（嘴平伊之助）
- 鬼滅之刃 柱合會議蝶屋敷篇（嘴平伊之助）
- 失憶投捕OVA（千早瞬平[107]）

### 網路動畫
2011年
- 我的妹妹哪有這麼可愛！（真壁楓）
- 蟑螂娘（青年）

2013年
- 宫河家的空腹（大澤和彥）

2014年
- 巴哈姆特之怒（戰士）

2015年
- 她喜歡漢字的理由（相良祐介）

2016年
- 哨聲響起 重配版（小岩鐵平）[108]

2017年
- 政宗的伊達編年史（6代當主伊達基宗）

2019年
- 拳願阿修羅（吳雷庵）
- CANNON BUSTERS（菲利·澤·基德）
- ANOTHER WORLD（大學生ナオミ）

2020年
- 岐阜県大垣市プロデュースアニメ（あけち）
- 鋼彈創鬥者 潛網大戰Re:RISE（多吉）
- 在魔王城說晚安 迷你動畫（魔王塔索加雷）

2021年
- Re:從零開始的休息時間 2nd season（修斯）
- 極道主夫（寵物貓）
- 『精霊幻想記』セリア先生のわくわくまじかる教室（利歐）
- 終末的女武神（洛基）
- 東京卍復仇者（三谷隆）
- 寶可夢進化（N）

2022年
- BASTARD!! －暗黑破壞神－（拉茲）

2023年
- 終末的女武神II（洛基）
- BASTARD!! －暗黑破壞神－ 第2期（拉茲）
- 大怪獸卡美拉：重生（喬[109]）

2024年
- 範馬刃牙 VS 拳願阿修羅（吳雷庵[110]）

### 動畫電影
2011年
- 萬能野菜 Ninninman（日语：万能野菜 ニンニンマン）（學生A）

2012年
- Code Geass 亡國的AKITO 第1章「翼龍降臨」（成瀨幸也）
- 劇場版 魔法少女小圓 [前篇] 起始的物語（中澤）
- 劇場版 魔法少女小圓 [後篇] 永遠的物語（中澤）

2013年
- Code Geass 亡國的AKITO 第2章「撕裂的翼龍」（成瀨幸也）
- 劇場版 魔法少女小圓 [新篇] 叛逆的物語（中澤）

2014年
- 偶像大師 劇場版 前往光輝的另一端！（御手洗翔太）
- 猛烈宇宙海賊 ABYSS OF HYPERSPACE－亞空的深淵－（三代目）
- 阿茹茉妮（日语：アルモニ）（本城彰男）

2015年
- Code Geass 亡國的AKITO 第3章「輝煌之物從天墮下」（成瀨幸也）
- Code Geass 亡國的AKITO 第4章「由憎恨的記憶開始」（成瀨幸也）
- 劇場版 飆速宅男（青八木一）

2016年
- Code Geass 亡國的AKITO 最終章「致親愛的人與物」（成瀨幸也）
- 怪物彈珠 THE MOVIE 前往始源之地（石橋聰太）
- 喜歡上你的那瞬間。～告白實行委員會～（山本幸大）

2017年
- 刀劍神域劇場版：序列爭戰（桐人／桐谷和人）
- 劇場版 TRINITY SEVEN -悠久圖書館與鍊金術少女-（春日新）
- NO GAME NO LIFE 遊戲人生 ZERO（里克·多拉、空）

2018年
- TIME DRIVER 我們所描繪的未來（松原勇斗）
- 笑傲曇天〈外傳〉 ～櫻華、天望的架橋～（虎）

2019年
- 劇場版 在地下城尋求邂逅是否搞錯了什麼 -獵戶座之箭-（貝爾·克朗尼）
- 劇場版 TRINITY SEVEN -天空圖書館與緋紅的魔王-（春日新）
- 劇場版 Free!-Road to the World-夢（石動靜流）
- 只想受到你的歡迎（佐橋亞紀）[111]
- 不起眼女主角培育法 Fine（安藝倫也[112]）

2020年
- 哥布林殺手 -GOBLIN'S CROWN-（長槍手）
- 海邊的異邦人（知花實央）[113]
- 鬼滅之刃劇場版 無限列車篇（嘴平伊之助[48]）
- 罗小黑战记（洛竹）

2021年
- 美少女戰士Eternal（艾利歐斯）
- 復興應援 政宗DATENICLE 合體版+（6代當主 伊達基宗）
- 劇場版 Free! 男子游泳部 -the Final Stroke- 前篇（石動靜流）
- 刀劍神域劇場版 -Progressive- 無星夜的詠嘆調（桐人）
- 劇場版 咒術迴戰 0（究極機械丸）

2022年
- 電影 五等分的新娘（上杉風太郎[114]）
- 電影 殘念生物事典（クーカ）
- 小松先生～希嗶啵族與發光果實～（新一松）
- 刀劍神域劇場版 -Progressive- 陰沉薄暮的詼諧曲（桐人／桐谷和人）

2023年
- 劇場版 轉生成女性向遊戲只有毀滅END的壞人大小姐（尼可·阿斯喀特[115]）

2024年
- 機動戰士GUNDAM SEED FREEDOM（ダニエル・ハルパー[116]）
- 名偵探柯南：100萬美元的五稜星（福城聖[117]）

2025年
- 美男高校地球防衛部ETERNAL LOVE！（白骨瑪莎[118]）
- 鬼滅之刃劇場版 無限城篇 第一章 猗窩座再襲（嘴平伊之助[119]）

### 遊戲
2010年
- ♂更多!!恋愛主義♀「Memoaya」（御名門明）

2011年
- THE IDOLM@STER 2（御手洗翔太）

2012年
- 我的妹妹哪有這麼可愛！攜帶版哪有可能繼續（真壁楓）
- 戀愛與選舉與巧克力（横山章介）
- 魔法少女小圓 Portable（同班同學）
- 現在就想告訴哥哥，我是妹妹！（横山章介）
- 源狼 GENROH（日语：源狼 GENROH）（琥太郎）
- Glass Heart Princess（日语：Glass Heart Princess）（道明寺凱）

2013年
- 刀劍神域 無限瞬間（桐人／桐谷和人）
- 櫻花莊的寵物女孩（神田空太）
- 妖精劍士f（贊克）
- 夜下降生UNDER NIGHT IN-BIRTH Exe:Late（凱亞斯）

2014年
- 時間復興（蒂奧）
- Enkeltbillet（仲谷惠）
- CHAOS;CHILD（宮代拓留）
- 電擊文庫 FIGHTING CLIMAX（桐人）
- 刀劍神域 虛空斷章（桐人／桐谷和人）
- 狩龍戰紀（天才機工師伯特、系統語音3）
- 時間復興（蒂奧）
- 精靈使的劍舞 DayDreamDuel（吉歐·因札奇）

2015年
- 宵夜森林的公主（哈羅德）
- 刀劍神域 Lost Song（桐人／桐谷和人）
- 魔法科高中的劣等生 Lost Zero（一条將輝）
- 不起眼女主角培育法-blessing flowers-（安藝倫也）
- 超級機器人大戰BX（柊陽太）
- 妖精劍士f ADVENT DARK FORCE（贊克）
- 大正X對稱愛麗絲（愛麗絲）
- 偶像★進行曲（折原輝）
- UNDER NIGHT IN-BIRTH Exe:Late[st] (凱亞斯)

2016年
- 刀劍神域 虛空幻界（桐人／桐谷和人）
- 加速世界VS刀劍神域 千年的黃昏（桐人／桐谷和人）
- 白貓Project（千太）
- 阴阳师（古籠火）
- #COMPASS ～戰鬥神意解析系統～（亞當・尤里耶夫）

2017年
- 在茜色的世界中與君詠唱（聖德太子）

2018年
- 魔法使與黑貓維茲（萊葛爾&薩爾瓦多）
- 永恆冒險（拉思）
- 八方旅人（提利昂）
- Dragalia Lost ～失落的龍絆～（埃米爾）
- 聖火降魔錄 英雄雲集（佛利茲）

2020年
- 刀劍神域 彼岸遊境（桐人/桐谷和人）
- UNDER NIGHT IN-BIRTH Exe:Late[cl-r] （凱亞斯）
- 傳說對決 （桐人/桐谷和人、呂布）
- Crash Fever （貝爾·克朗尼）
- 戰雙帕彌什 （里）
- 足球小将 新秀崛起 （胡安·迪亞斯）
- 明日方舟（芳汀）
- 食物語（吉利蝦）
- 忍者必須死（蒼牙）
- 原神（魈）
- 奧林匹亞的晚宴（朱 砂）

2021年
- 魔法禁書目錄 幻想收束（上里翔流、贝尔·克朗尼、一条将辉）
- 破曉傳奇（洛）
- 鬼滅之刃 火之神血風譚（嘴平伊之助）
- 最終幻想XIV：曉月之終途（法丹尼爾/亞蒙、赫爾墨斯）
- 寶可夢大師（北尚）[120]
- 新楓之谷（凱殷（男性））

2022年
- 幻塔（KING）

2023年
- 超偵探事件簿 霧雨謎宮（月讀＝赫厄斯麥爾）
- BLEACH: Brave Souls（艾斯·诺特）

2024年
- UNDER NIGHT IN-BIRTH II  [Sys:Celes] （凱亞斯）
- 異世界奇妙生活（艾特）

### 實寫
- 戰国BLOG型朗讀劇 SAMURAI.com 叢雲-MURAKUMO-（2012年2月12日）
- Gan Gan GA channel

### 廣播
- 島崎信長和松岡禎丞的認真!!!
- 刀劍神域 On Air（超A&G+・HiBiKi Radio Station，2012年5月21日－2013年3月26日）
- No Radio No Life
- 刀劍神域 On Air II
- 御神樂學園廣播放送部
- 松岡漢堡

### VOMIC
- 偽戀（一條樂）
- 虹色時光（羽柴夏樹）

### 廣播劇CD
- KAMISEN（日语：かみせん。）（泉實孝太郎）
- 加油啊！別消失了！！色素簿子小姐（學生）
- GAL☆GAN（日语：ぎゃる☆がん）（茂手杉天造）
- 櫻花莊的寵物女孩 -椎名真白的初次照料-（神田空太）
- 人機系列〜關係〜（步間次郎）
- 鄰座的怪同學（綾小路昌弘）
- 背道而馳的戀愛Vol.1、2（二階堂文人）
- 空戰魔導士培訓生的教官（彼方·英司）

### 特攝
- 假面騎士GEATS（視覺驅動器、鐳射躍動升華器系統、億萬變身腰帶語音、 斯維爾（第30、32-40話））

## 外部連結
- 個人介紹頁 （页面存档备份，存于），I'm Enterprise事務所 （日語）